# Giuseppe Francica-Nava de Bontifè
Giuseppe Francica-Nava de Bontifè, italijanski rimskokatoliški duhovnik, škof in kardinal, * 23. julij 1846, Catania, † 7. december 1928.

## Življenjepis
22. maja 1869 je prejel duhovniško posvečenje.
9. avgusta 1883 je bil imenovan za pomožnega škofa Caltanissette in za naslovnega škofa Alabande. 
4. maja 1889 je postal apostolski nuncij v Belgiji in 24. maja istega leta je postal naslovni nadškof Herakleje.
18. marca 1895 je bil imenovan za nadškofa Catanie in 25. julija 1896 za apostolskega nuncija v Španiji.
18. junija 1899 je bil povzdignjen v kardinala in imenovan za kardinal-duhovnika Ss. Giovanni e Paolo.